# Leucania rufistrigosa
Leucania rufistrigosa là một loài bướm đêm trong họ Noctuidae.